# 井上正治 (実業家)
井上 正治（いのうえ しょうじ、1925年11月14日 - 1990年5月23日）は、日本の経営者。東京証券社長を務めた。新潟県小千谷市出身。

## 経歴・人物
1950年に明治大学政治経済学部を卒業し、同年に日興證券に入社した。1969年に取締役に就任し、1972年に常務、1977年に専務、1981年に副社長を経て、1985年12月に東京証券社長に就任。
1989年に藍綬褒章を受章。
1990年5月23日心筋梗塞のために在任中に死去。64歳没。